# 島芳夫
島 芳夫（しま よしお、1902年5月20日 - 1985年11月）は、日本の倫理学者、京都大学名誉教授。

## 経歴
福井県生まれ。1926年京都帝国大学文学部哲学科卒。1936年、同助教授、京大教授、1966年、定年退官、大谷大学教授。文学博士。

## 著書
- 『ルソー』（弘文堂、西哲叢書） 1936
- 『人間性の倫理』（弘文堂書房、教養文庫） 1940
- 『人倫と経済』（弘文堂） 1942
- 『行為の全体的構造』（岩波書店） 1943
- 『道徳史学』（秋田屋、新学芸叢書） 1947
- 『人間性と倫理』（全国書房） 1948
- 『倫理学通論』（大明堂、新制大学一般教養科目叢書） 1950

## 参考
- 文藝年鑑